# Le Corrège
Pour les articles homonymes, voir Correggio (homonymie) et Allegri.
Antonio Allegri da Correggio, dit Il Correggio, en français le Corrège, né à Correggio, aux alentours de 1489, et mort le 5 mars 1534 dans la même ville, est l’un des grands peintres de la Renaissance de l'école de Parme.
S'inspirant de la culture du XVe siècle et des grands maîtres de l'époque, tels que Léonard de Vinci, Raphaël, Michel-Ange et Andrea Mantegna, il inaugure une nouvelle façon de concevoir la peinture et élabore son propre parcours artistique original, qui le place parmi les grands du XVIe siècle.
Par la douceur expressive de ses personnages et la large utilisation de la perspective, tant dans les peintures sacrées que profanes, il s'est imposé dans la vallée du Pô comme le porteur le plus moderne et audacieux des idéaux de la Renaissance italienne. En effet, à l'explosion de la couleur vénitienne et du maniérisme romain, il oppose un style fluide et lumineux à une forte implication émotionnelle. Dans un effort pour obtenir l'expression maximale de légèreté et de grâce, le Corrège est un précurseur de la peinture illusionniste. Il introduit la lumière et la couleur pour contrebalancer les formes et développe ainsi de nouveaux effets de clair-obscur, créant l'illusion de la plasticité avec des aperçus parfois durs et des chevauchements audacieux.
L'éclairage et la structure de composition en diagonale lui ont également permis d'obtenir une profondeur spatiale importante dans ses peintures, caractéristique de ces dernières, typique de son style. Les majestueux retables des années 1520 sont d'une conception spectaculaire, avec des gestes liés, des expressions souriantes, des personnages intrigants, des couleurs persuasives.
La lumière, déclinée selon un clair-obscur doux et délicat, en a fait un des points de non-retour de la peinture, capable d'influencer des mouvements artistiques très différents comme le baroque de Giovanni Lanfranco et Baciccio et le néo-classicisme d'Anton Raphael Mengs.

## Biographie

### Origines
Le Corrège est vraisemblablement né à Correggio, une ville dont il a plus tard pris son surnom, de Pellegrino Allegri et Bernardina Piazzoli degli Ormani, vers 1489. Sa famille paternelle est originaire de Florence : son grand-père Domenico a été exilé en 1433, en raison de son opposition à Cosme de Médicis, et s'est installé en Émilie. Le Corrège est à l'époque l'un des petits fiefs indépendants qui parsèment l'Émilie, gouverné par les comtes Da Correggio, de l'ancienne noblesse, qui sont plusieurs fois liés aux Farnèse de la voisine Parme.
De tous les grands protagonistes de son temps, le Corrège est l'artiste sur lequel nous possédons le moins de documents. De nombreuses légendes concernant sa vie se sont établies au fil des siècles. Cependant, le témoignage de Giorgio Vasari, premier biographe du peintre, indique à propos de sa mort, qu'elle aurait eu lieu après un épuisant voyage à pied depuis Parme, sous le poids d'un énorme sac de petites pièces d'un quat, pour un total de 60 scudos. Cette légende ne résiste pas à l'analyse des faits et des sources, mais reflète parfaitement les incertitudes et les difficultés d'une reconstruction précise de la vie de l'artiste.

### Formation

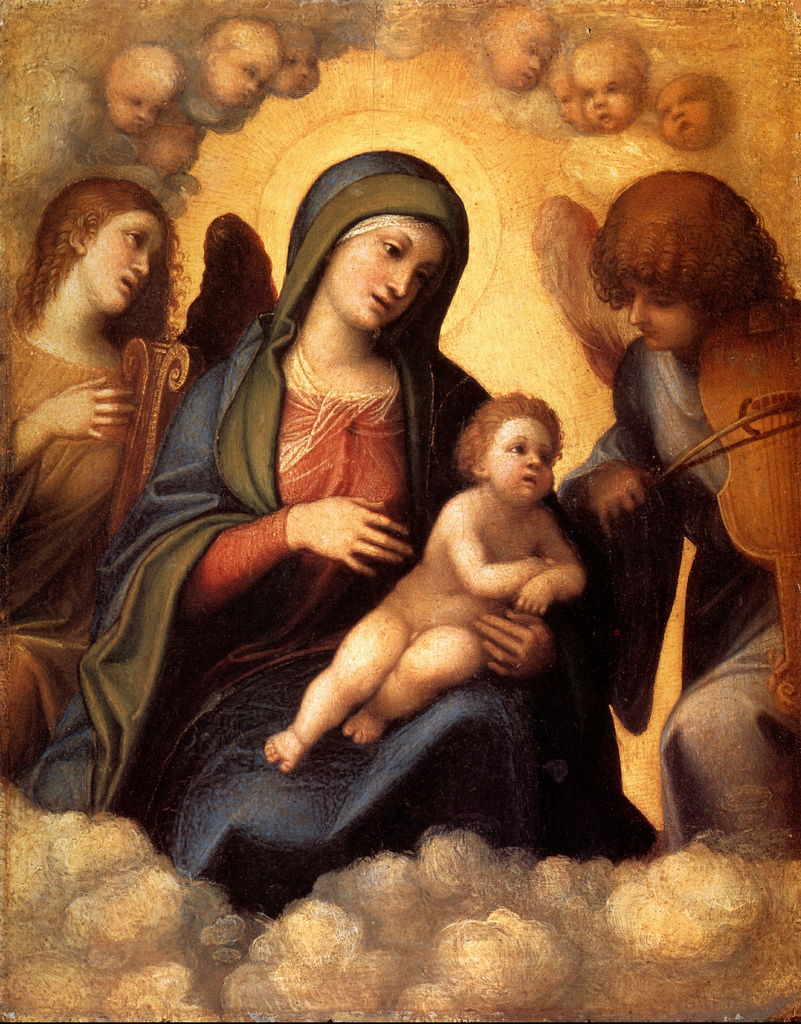
Vierge à l'Enfant entre deux anges musiciens, vers 1520.

Les informations sur sa formation sont tout aussi rares. Son père, Pellegrino Allegri, notable de Correggio, le destine à une profession libérale, mais Antonio prend goût à la peinture au contact de son oncle Lorenzo qui est son premier maître. Il poursuit sa formation à Correggio auprès d'Antonio Bartolotti (~1450-1527), dont il devient l'assistant, et de peintres locaux. Il est l'élève de Francesco Bianchi à Modène, du sculpteur Antonio Begarelli, et en 1506, il est à Mantoue, où peut-être, il a le temps de rencontrer le vieux Andrea Mantegna : la première mention qui en fait son élève direct remonte à 1559, par le voyageur espagnol Pablo de Céspedes, qui a visité Parme, mais on ne sait pas s'il avait des informations de première main. Un document daté de 1512 voit l'artiste créancier de Francesco Mantegna, fils aîné d'Andrea et héritier de son atelier. En tout cas, à Mantoue, le Corrège a pu admirer les œuvres du maître, fasciné avant tout par les effets illusionnistes de La Chambre des Époux. Chargé de décorer la chapelle funéraire de l'artiste, décédé en 1506, dans la Basilique Saint-André de Mantoue, il crée une fausse pergola dans laquelle on peut déjà voir ses intérêts pour l'illusoire expansion de l'espace, qu'il développa plus tard dans ses chefs-d'œuvre d'âge mûr.
Le jeune Corrège accueille également les suggestions de sfumato de Léonard de Vinci et acquiert de Raphaël un goût pour les formes monumentales, combiné au sens de la contemplation placide des peintres ombriens et florentins. Il participe également, signe d'une grande ouverture culturelle, à l'expérience des Vénitiens (Cima da Conegliano, Giorgione, Titien), de Ferrare (Lorenzo Costa, Dosso Dossi), de Francesco Francia, de Melozzo da Forlì et ses vues « d'en bas, d'en haut », et des artistes nordiques (Albrecht Dürer et Albrecht Altdorfer). Il découvre également, par l'intermédiaire de Michelangelo Anselmi, la modernité de Domenico Beccafumi . Une telle richesse d'idées lui garantit un trait autonome, fondé sur la recherche d'une fluidité narrative, où le sfumato de Léonard se conjugue avec une couleur riche et douce appliquée et une parfaite domination de la perspective illusionniste, apprise de Mantegna.
On attribue à cette période une série d'« exercices de style » en petit format, c'est-à-dire une série de petits carrés dans lesquels il s'exerce sur des thèmes et des manières d'autres maîtres (notamment Mantegna et Léonard), expérimentant ses propres avancées dans l'art avec une certaine liberté sans scrupule. Ces œuvres, parmi lesquelles se distinguent Judith et sa servante avec la tête d'Holopherne ou la Vierge à l'Enfant entre deux anges musiciens, sont donc conçues comme objets privés, puis vendues à un cercle d'admirateurs très proches du peintre.

### Premières œuvres

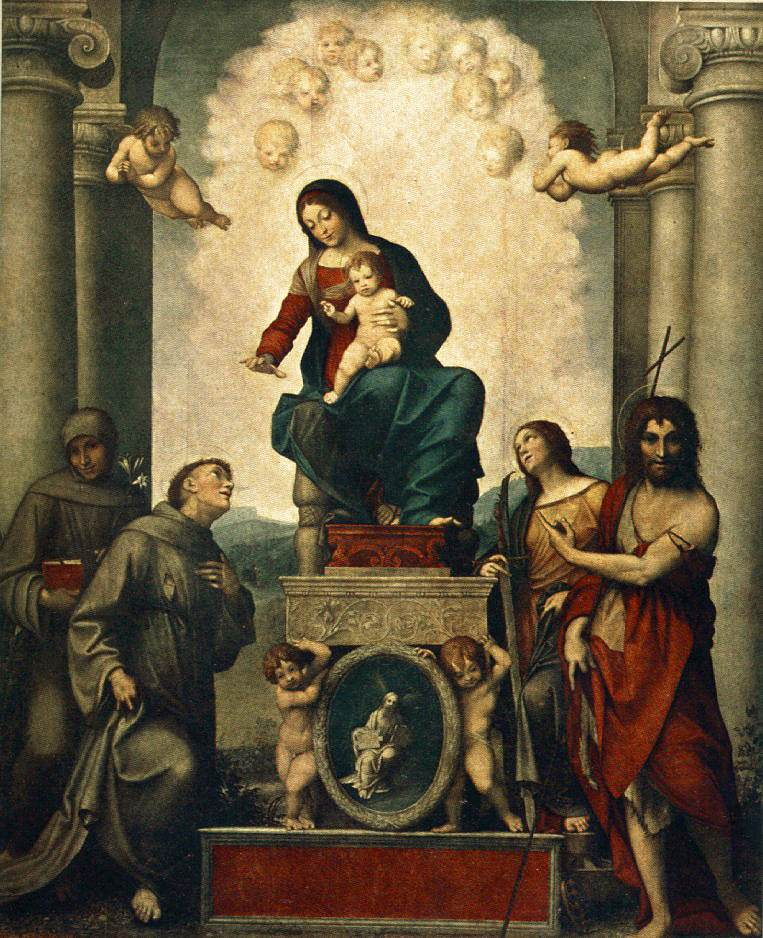
Vierge à l'Enfant avec saint François, 1514.

Les premières œuvres du Corrège, entre 1510 et 1514, se caractérisent par une certaine dureté dans les figures dérivées de l'exemple de Mantegna. Elles se détachent une à une, avec des draperies aux plis souvent rigidement multipliés, avec une prédominance de couleurs marron foncé, typiques de la tradition lombarde, animées par des notes brillantes et vibrantes, avec une sensibilité atmosphérique notable dans les paysages.
Deux chefs-d'œuvre témoignent de cette phase de jeunesse : la Nativité de Brera et la Vierge à l'Enfant avec saint François, autrefois dans l'église San Francesco à Correggio et aujourd'hui à Dresde, commandée en 1514.
Les historiens s'accordent à dater un voyage à Rome vers la fin de la première décennie du XVIe siècle, qui est fondamental pour apprendre directement des modèles anciens et des nouveautés extraordinaires de Raphaël et Michel-Ange. La fresque sur le mur du fond du réfectoire du monastère San Benedetto Polirone date de cette période, bien que tous les historiens de l'art ne soient pas d'accord sur l'attribution.
Le retable perdu de la Vierge d'Albinea et du Repos en Egypte avec saint François clôt idéalement la première période de sa carrière. À cette époque l'artiste réside encore dans sa ville natale, un centre loin d'être secondaire dans la vie culturelle de l'époque, où la cour de Veronica Gambara, amie de poètes tels que Pierre l'Arétin, L'Arioste, Ludovico Dolce, Pietro Bembo, elle-même, une très belle poétesse, qui assure au petit comté un prestige qui dépasse largement les frontières locales.
Malgré un voyage à Rome, il vit replié dans sa province, ce qui lui permet d'être différent tout en tenant compte des créations de ses homologues tels qu'Andrea Mantegna, Léonard de Vinci, Raphaël et Michel-Ange.

### Mariage
En juillet 1520, il épouse Girolama Merlini.

### Nouvelle étape

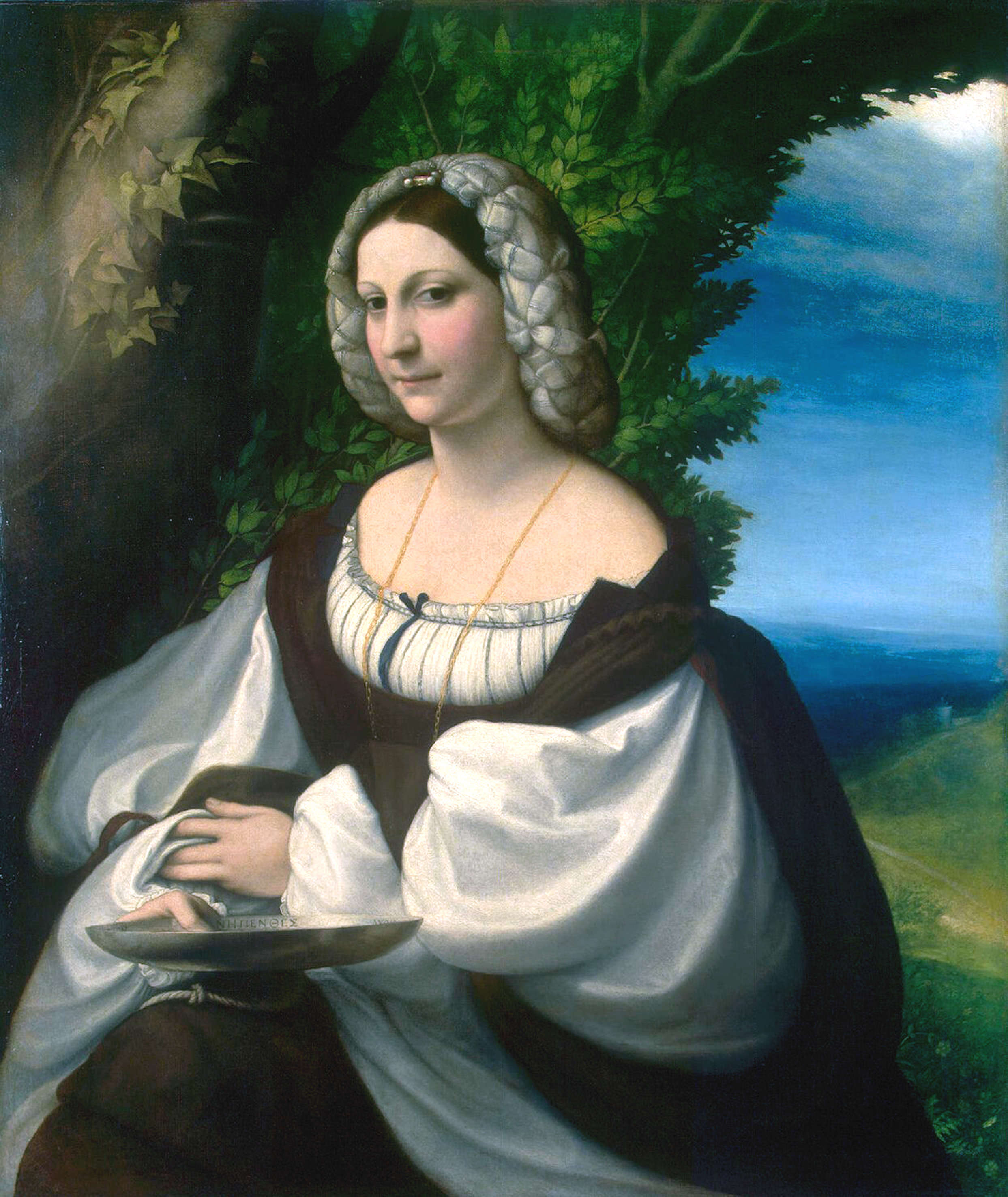
Portrait de Dame, c.1517-1518.

La deuxième période de la vie de Corrège se concentre à Parme, où il s'active à partir de 1520 avec l'exécution d'une œuvre énigmatique d'un grand raffinement stylistique : Portrait de Dame (diversement identifié à Veronica Gambara ou selon toute probabilité à Genève Rangoni, épouse d'Louis-Alexandre de Castiglione, marquis de Castel Goffredo,,) signé avec la latinisation cultivée de son nom : Anton (ius) Laet (us).

#### La «Chambre de l'abbesse»

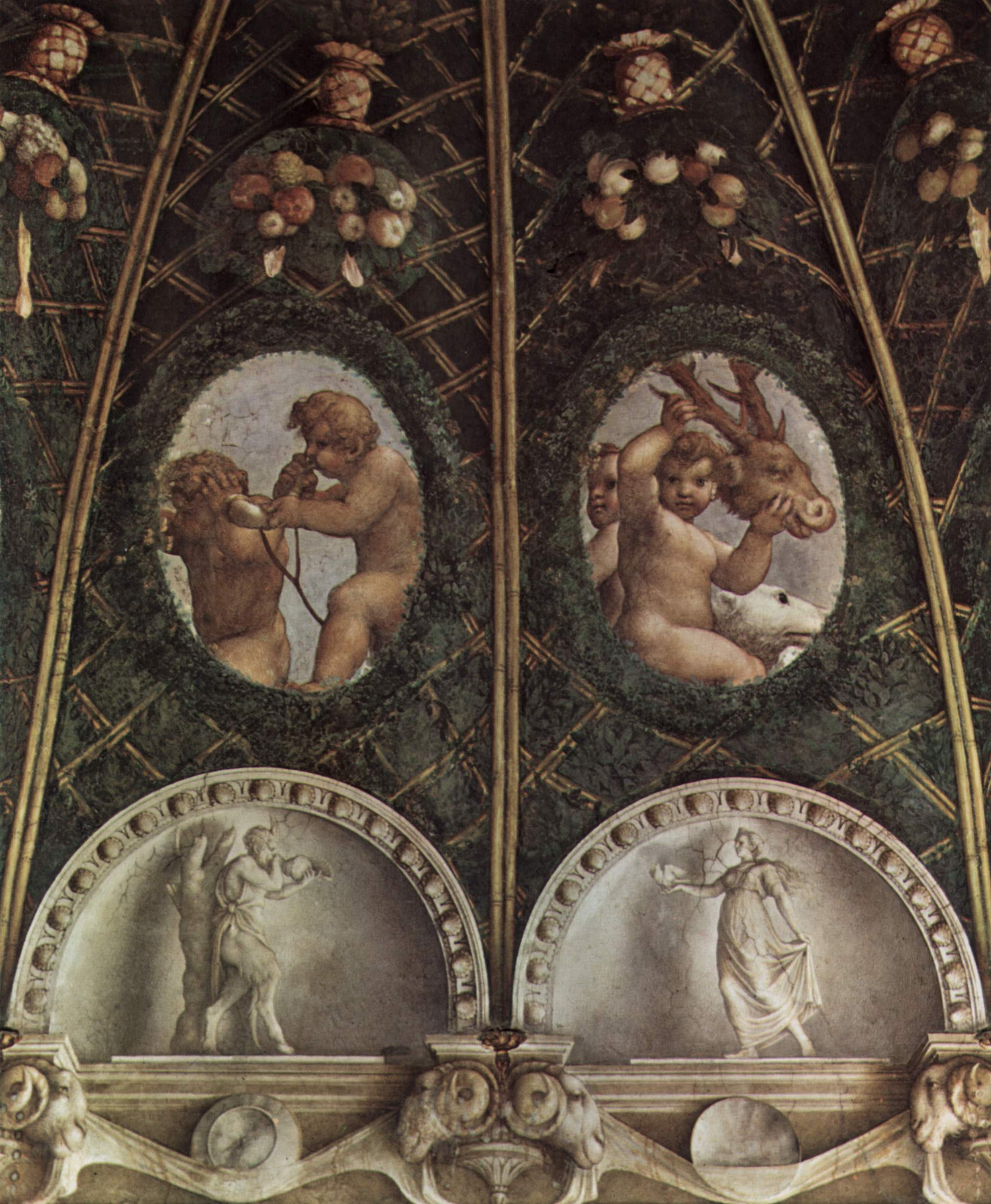
Détail de la décoration de la « Chambre de l'Abbesse ».

À Parme, la même année, le Corrège se lance dans sa première grande entreprise picturale avec la décoration de la « chambre de l'abbesse » du couvent Saint-Paul (dite aussi chambre di San Paolo), commandée par l'abbesse, Giovanna Piacenza. Aucun document de cession de cet ouvrage ne nous est parvenu, mais des considérations stylistiques conjuguées à la documentation relative au maître d'ouvrage laissent penser à une exécution vers 1519. On ne sait pas comment le Corrège est entré en contact avec l'abbesse mais, étant donné que le monastère San Paolo est un monastère bénédictin, il est possible que l'artiste ait eu des relations avec les bénédictins de San Benedetto Po (Province de Mantoue).
La connaissance du Corrège des réalisations récentes de la Renaissance romaine n'est pas étayée par les sources, mais certaines façons de la Chambre suggèrent une connaissance assez développée de Raphaël et d'œuvres telles que la Chambre de la Signature et la Loggia de Psyché (cette dernière toujours en cours de réalisation à l'époque). À Rome, l'artiste a peut-être aussi vu la chapelle perdue du palais du Belvédère due à Mantegna (vers 1480, perdue mais décrite par Chattard au XVIIIe siècle). Une source possible d'inspiration supplémentaire. Une visite à Milan a souvent été suggérées par les érudits pour expliquer les affinités du jeune Corrège avec Léonard :  la capitale lombarde n'est pas si loin de Parme, et même un peintre de moindre stature que le Corrège, comme Alessandro Araldi, avait été chargé par Cecilia Bergonzi, abbesse du monastère avant Giovanna da Piacenza, d'aller voir La Cène. Un souvenir de ce travail fondamental semble se cacher dans certains éléments tels que les « tasses et autres vaisselles » soigneusement décrits dans les effets que la lumière se plaît à créer sur les surfaces métalliques d'une manière qui n'est pas sans rappeler ce que Leonard avait représenté sur la nappe des Flandres.
La décoration doit être achevée rapidement, et certainement en 1520. Pour le Corrège, il s'agit de son premier chef-d'œuvre à la fresque et il marque le début d'une décennie très heureuse, au cours de laquelle ses plus grands chefs-d'œuvre sont concentrés à Parme. La Chambre elle-même marque une nouvelle étape dans l'illusionnisme pictural et est admirée et citée par les peintres. Avec une base presque carrée (environ 7 × 6,95 m), la salle est couverte de seize compartiments en ombelle de style gothique tardif, construite en 1514 par Edoari da Herba, comportant à l'origine des tapisseries sur les murs.
La voûte veut imiter une pergola à ciel ouvert, transformant ainsi l'environnement intérieur en un jardin illusoire. Les nervures de la voûte divisent chaque segment en quatre zones, correspondant à un mur. Au centre de la voûte se trouvent les armoiries de l'abbesse, en stuc doré, autour desquelles le Corrège a conçu un système de bandes roses artistiquement nouées, auxquelles sont liés des festons végétaux, un par zone. Le fond est une fausse pergola, qui rappelle et développe les thèmes de La Chambre des Époux de Mantegna et de la Sala delle Asse de Léonard de Vinci. Chaque feston se termine par une ouverture ovale où apparaissent des groupes de putti représentant les âges de l'homme sur fond de ciel clair. En contrebas, le long des murs, des lunettes simulent des niches contenant des statues, créées avec un extraordinaire effet en trompe-l'œil, grâce à l'éclairage réel de la pièce. Enfin, la bande inférieure simule des encorbellements à béliers, auxquels sont accrochées des toiles de lin tendues, supportant divers objets (assiettes, vases, cruches, étains…), autre pièce de virtuosité. Enfin, sur la cheminée, le Corrège a peint la déesse Diane sur un char tiré par des chevaux.
Cette œuvre exécutée à l'âge de trente ans, qui ressemble à une Sixtine de fantaisie, lui permet de se fixer à Parme.

#### Fresques de l’église Saint-Jean-l'Évangéliste

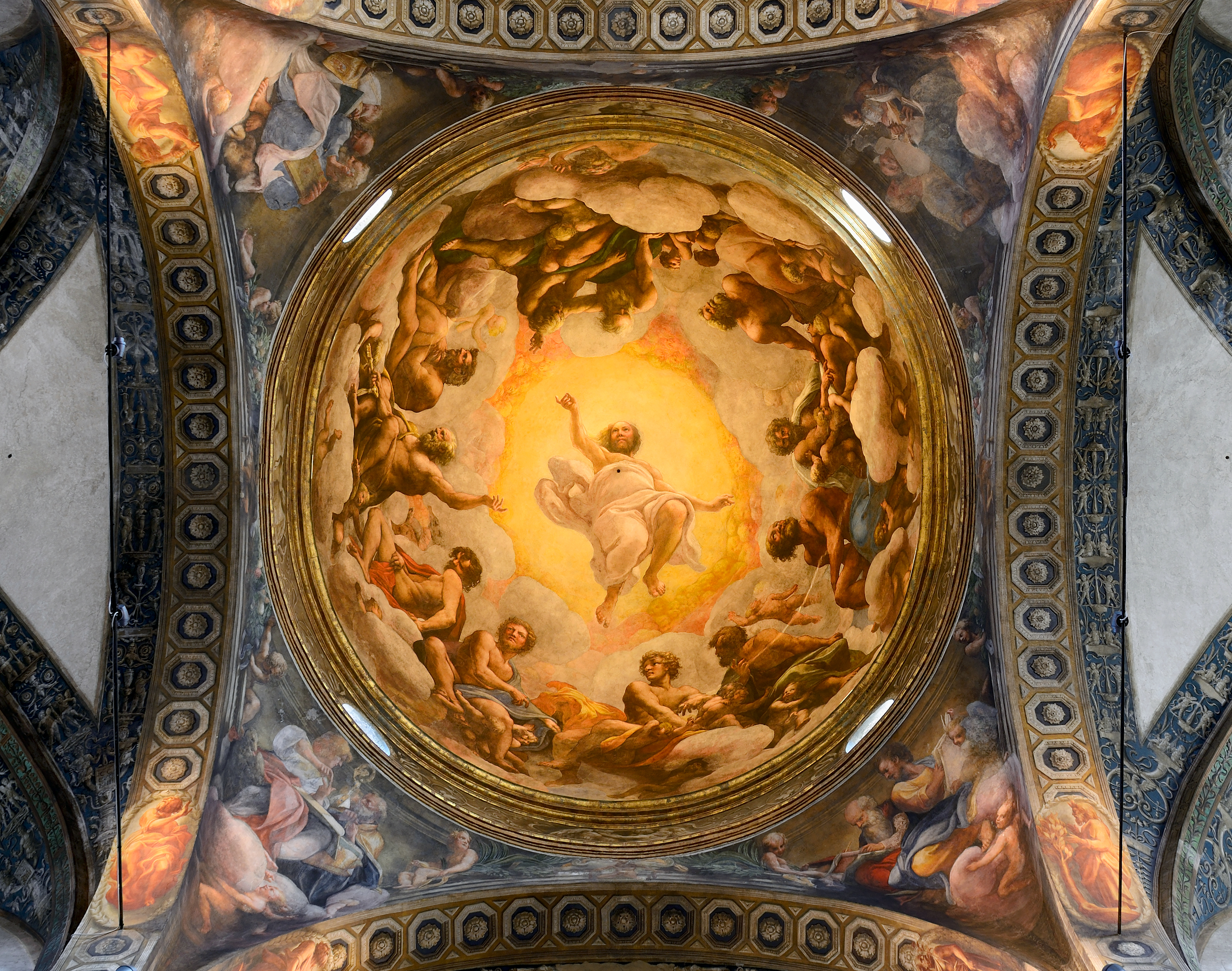
Coupole de Saint-Jean-l'Évangéliste.

Le succès de la «Chambre de l'Abbesse» ouvre de nouvelles commandes importantes au Corrège, tout d'abord la décoration de l’église Saint-Jean-l'Évangéliste à Parme, qui vient d'achever sa reconstruction dans le style Renaissance.
L'artiste, qui y travaille de 1520 à 1524 environ, en décore l'abside et la coupole. Aujourd'hui, reste la décoration de la coupole, la Vision de saint Jean, le tambour, les pendentifs et la frise. Du Couronnement de la Vierge dans le plafond de l'abside, seul un fragment reste, conservé à la Galerie nationale de Parme.
Dans le dôme, il utilise le sfondato, c'est-à-dire qu'il simule un ciel ouvert avec les figures monumentales des apôtres pour servir de couronne, suivant le périmètre du dôme, au Christ suspendu dans les airs. L'élimination de tout élément architectural et la tonalité chromatique forte et violente augmente la suggestion de la scène. Contrairement à la tradition du XVe siècle, le décor apparaît exempt de partitions architecturales et est organisé pour être regardé de deux points de vue distincts : celui des moines bénédictins, réunis dans le chœur (qui peuvent eux-seuls voir la figure de saint Jean), et celui des fidèles de la nef. En cela, l'œuvre s'impose comme l'une des expériences illusionnistes les plus originales et les plus réussies de la peinture du XVIe siècle. La capacité de gérer les figures en raccourci, ce qui est alors considéré comme l'une des difficultés les plus audacieuses de l'art et que Corrège avait déjà exploré dans les ovales de la « Chambre de l'abbesse », trouvant dans l'architecture nuageuse des fresques de Saint-Jean sa première expression complète.

#### Chapelle Del Bono

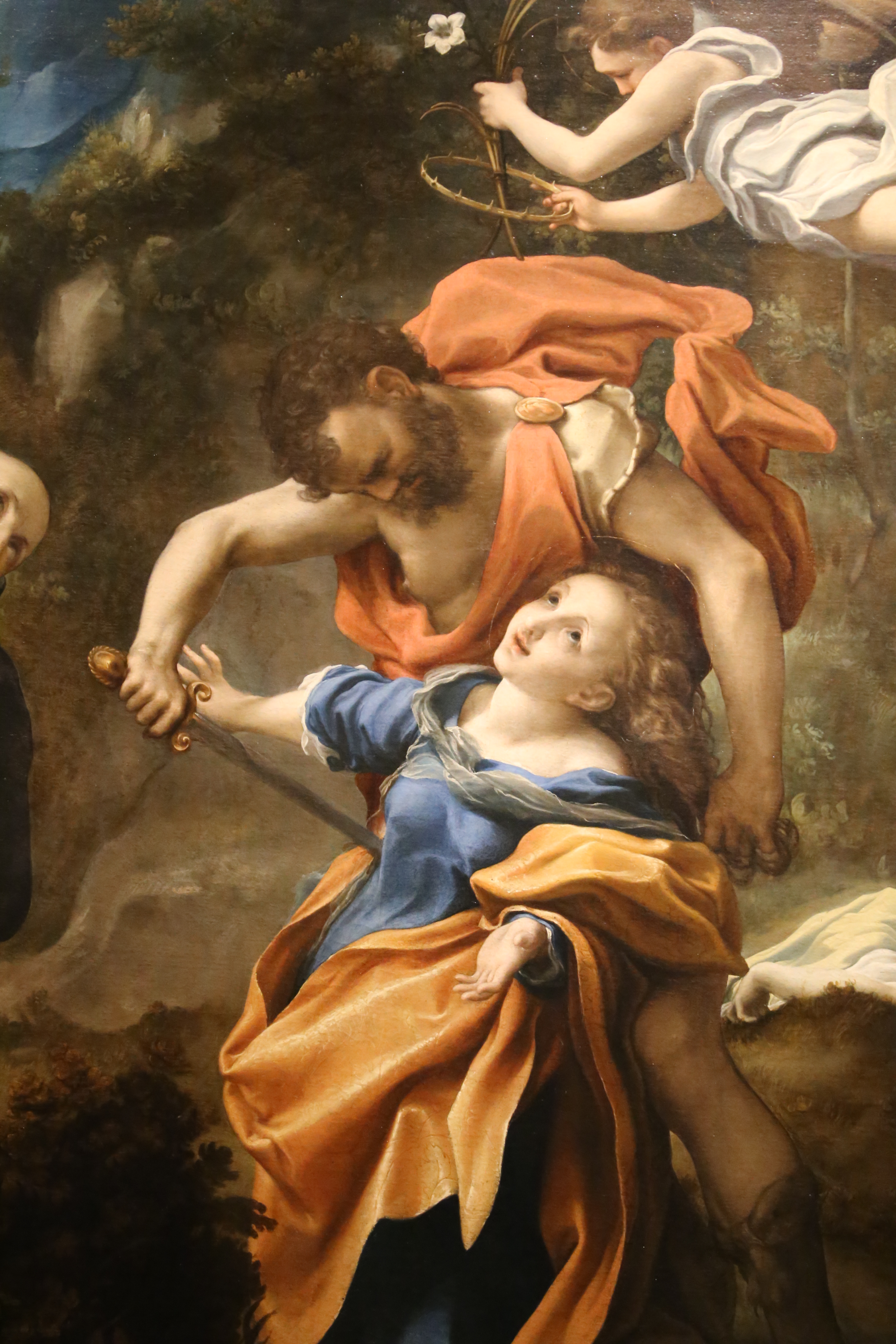
Martyre de quatre saints, détail, 1524.

Après son succès à Saint-Jean-l'Évangéliste, le Corrège reçoit des commandes de plus en plus prestigieuses. Parmi les premières, en 1524, il doit y avoir la décoration partielle de la chapelle Del Bono dans la même église, commandée par Placido del Bono qui demande deux toiles pour les murs latéraux : la Lamentation sur le Christ mort et le Martyre de quatre saints, tous deux aujourd'hui à la Galerie nationale de Parme. Il s'agit d'œuvres très expérimentales, avec des aperçus en diagonale qui se perfectionnent dans une vue latérale des toiles. Avec elles, l'artiste développe fortement les recherches consacrées à la représentation des « mouvements de l'âme », c'est-à-dire de ces expressions humaines qui génèrent un pathétique lié aux événements vécus par les personnages. Ce n'est pas par hasard, bien que loin de la peinture contemporaine des autres grands maîtres actifs en Italie, elles ont inspiré les classicistes émiliens du début du XVIIe siècle (Carracci, Guido Reni), qui avec ces innovations jettent les bases de la peinture baroque.

#### Dôme de la cathédrale

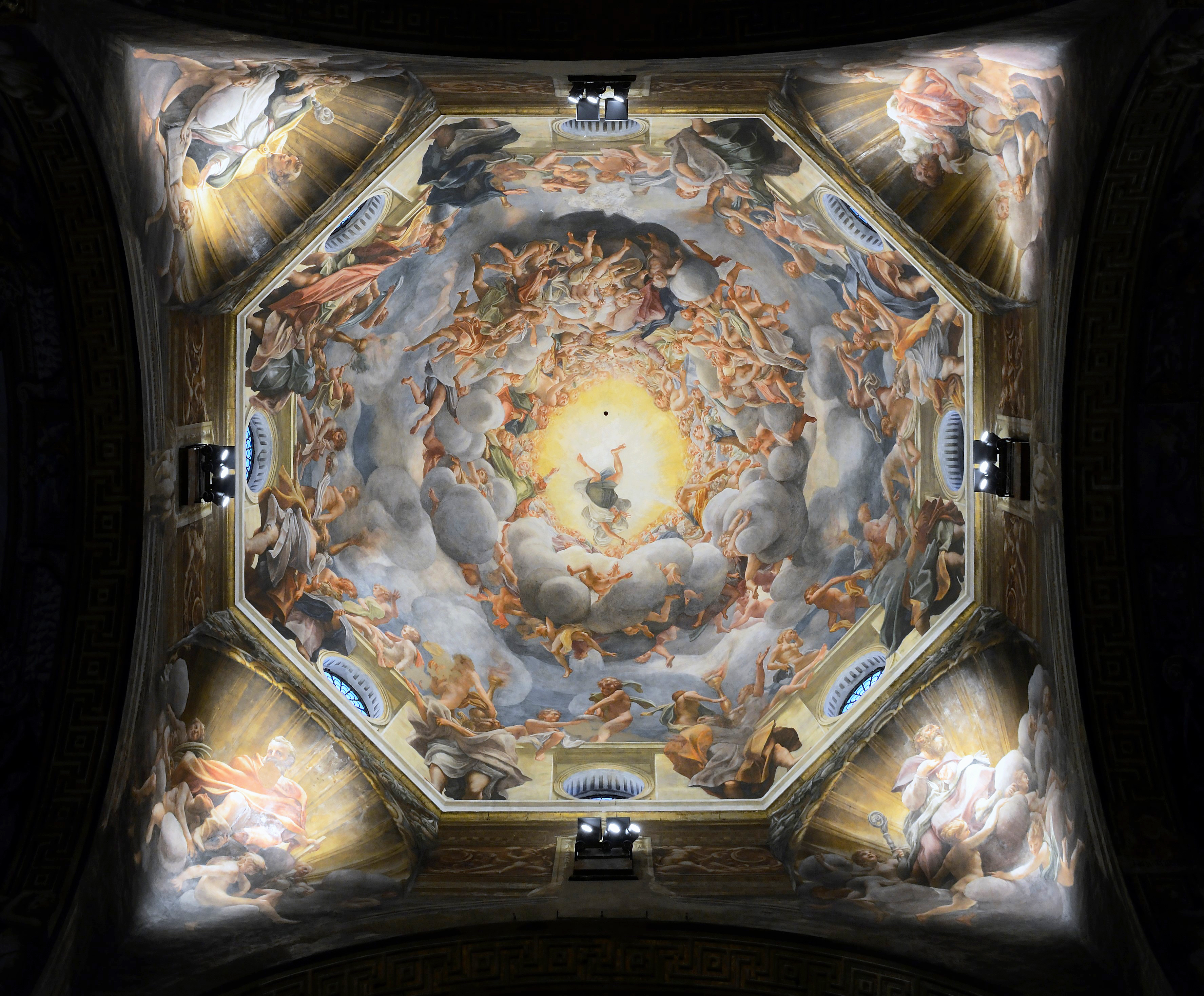
Dôme de la cathédrale, Assomption de la Vierge.

En 1522, le Corrège signe le contrat pour la décoration du chœur et de la coupole de la cathédrale de Parme, qu'il ne commence à peindre que vers 1524, après l'achèvement des travaux à Saint-Jean. Dans le dôme, l'Assomption de la Vierge, représente une multitude d'anges disposés en forme de vortex ascendant qui accompagnent l'ascension de la Vierge dans un ciel nuageux. Les figures perdent leur individualité, devenant partie intégrante d'une scène chorale grandiose, rehaussée par l'utilisation de couleurs claires, légères et fluides qui créent un continuum harmonique jusqu'au point du virage.
Le Corrège conçoit sa décoration en s'appuyant, comme déjà à Saint-Jean-l'Évangéliste, sur un illusionnisme exempt de partitions géométriques, qui va bien au-delà de l'exemple offert par Mantegna ou Melozzo da Forlì, qui, parmi les artistes du XVe siècle, placent leurs personnages dans une schéma géométrique. Le Corrège organise plutôt l'espace peint autour d'un vortex de corps en vol, ce qui crée une spirale comme jamais vu auparavant, qui au contraire annule l'architecture, éliminant visuellement les coins et faisant disparaître la matérialité de la structure du mur : les personnages, plus que de paraître peints sur du plâtre, par un excellent équilibre, semblent planer dans l'air.
Le tambour est occupé par un parapet illusoire, percé de véritables oculi, le long duquel se tiennent en équilibre une série d'anges et d'apôtres. Du parapet, une spirale de nuages se tord dans un crescendo de sentiments et de lumière, avec le nuage sur lequel monte Marie, vêtue de rouge et de bleu, poussée par des anges ailés vers sa glorification céleste. Au centre, un éclat éblouissant de lumière dorée parachève la prodigieuse apparition divine de Jésus qui a ouvert les cieux et rencontre sa mère, comme cela s'est déjà produit dans les fresques de la coupole de Saint-Jean-l'Évangéliste. La composition en spirale, perfectionnée par tous les artifices perspectifs à la fois pour réduire l'échelle des figures et brouiller la lumière pour les sujets plus éloignés, guide l'œil du spectateur en profondeur et accentue le mouvement ascendant des figures. En bas se trouvent les quatre protecteurs de Parme dans les pendentifs.
La source de lumière représente l'Empyrée, siège du Paradis céleste et demeure de Dieu. Ce ciel peut aussi être assimilé au cœur du Christ et de Marie. La disposition des nuages accentue le mouvement ascendant de la Vierge. La spirale symbolise le voyage de l'âme après la mort .
Le Corrège évite généralement de représenter des détails iconographiques précis, tels que les attributs individuels qui permettraient d'identifier chaque apôtre ou chaque saint, ou, choix encore plus radical, le tombeau d'où la Vierge a été enlevée au ciel. Cette omission, comme on l'a noté, vise en réalité à impliquer l'espace concret de l'église en contrebas dans la vision de la coupole, permettant aux fidèles d'imaginer la présence du tombeau dans l'espace où se trouve l'autel et de percevoir la continuité entre le monde terrestre et réel et le monde divin faussement illusoire par la peinture.

### Grands retables

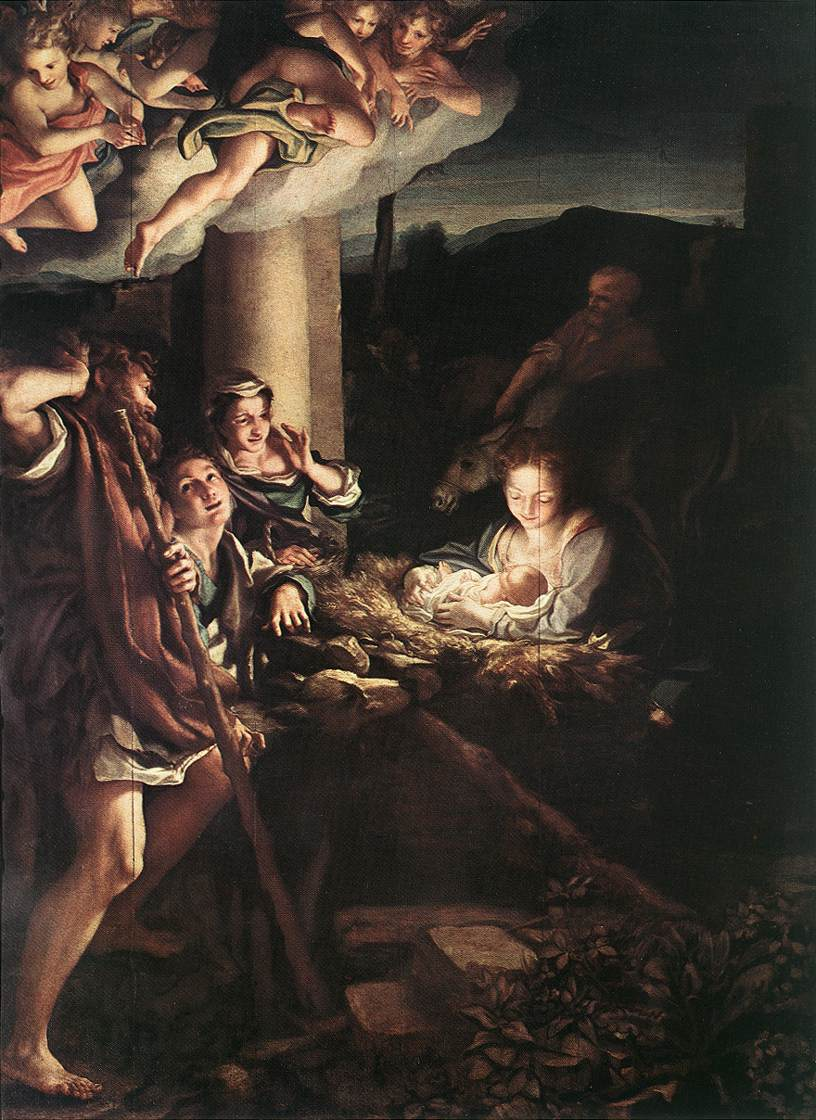
Adoration des bergers (la Nuit), Gemäldegalerie Alte Meister, Dresde.

Parallèlement à son travail de peintre de fresques, dans les années 1520, le Corrège s'implique dans la peinture d'une série de retables importants, pour Modène (Madone de Saint-Sébastien et Madone de Saint-Jean), pour Reggio d'Émilie (Madone de Saint-Jérôme appelé Le Jour et l'Adoration des Bergers appelé la Nuit ), pour Parme (Madone au bol) et pour Correggio (Triptyque de la Miséricorde).
Ce sont des œuvres d'une grande élégance, caractérisées par une douceur croissante du modelé, une finesse chromatique et un effet dynamique, obtenus grâce à l'enchaînement des gestes et des regards. Dans ces liaisons, le peintre a su saisir le lien le plus authentique entre les différentes figures, portant à son extrême achèvement la leçon de Léonard de Vinci. La recherche sur l'éclairage des Carracci partira de la richesse des sources lumineuses de la Nuit ou de L'Agonie dans le jardin. Il utilise à merveille le clair-obscur dans ces toiles religieuses. Sa conception de la perspective tournoyante font de lui l'un des précurseurs du Baroque.
À côté de ces travaux, il exécute des petits formats (extraordinaires, par exemple l'Adoration de l'Enfant à la Galerie des Offices, l'Ecce Homo à la National Gallery) et commence la série d'œuvres mythologiques érotiques, pour Frédéric II de Mantoue : Io, Léda et Danaé (1530), manifestant son tempérament inventif et sensuel.
Entre 1524 et 1527, il peint la toile avec Vénus, Satyre et Cupidon, aujourd'hui conservée au Musée du Louvre, qui représente l'Amour terrestre, et l'Éducation de Cupidon, à la National Gallery de Londres, qui représente l'Amour céleste. La paire de toiles a peut-être été commandée par le comte Mantouan Nicola Maffei, dans la maison duquel elles se trouvaient en 1536. Désormais affirmé et estimé des cours, il passe les dernières années de sa vie à tenter de satisfaire les nombreuses demandes de travaux qui lui viennent de nombreux seigneurs locaux, et en particulier de ceux de Mantoue.

### Studiolo d’Isabelle d'Este et lesAmours de Jupiter

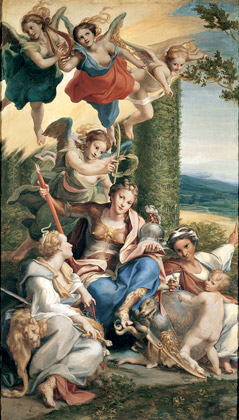
Allégorie de la Vertu.

Isabelle d'Este, marquise de Mantoue, lui commande deux œuvres qui viendront compléter la décoration de son studiolo du palais ducal de Mantoue, certainement son environnement le plus cher et le plus intime. Il réalise ainsi avec Lorenzo Costa (1460-1535), vers 1531, l'Allégorie du Vice et l'Allégorie de la Vertu, deux toiles qui constituent l'un des sommets de sa peinture et qui préludent, en un sens, aux quatre chefs-d'œuvre avec lesquels il conclut ses activités, appelés les Amours de Jupiter (Danaé, Léda et le Cygne, L'Enlèvement de Ganymède, Jupiter et Io), commandés par le duc Frédéric II de Mantoue dans les années 1530.
Ce sont des contributions fondamentales au développement de la peinture à sujet mythologique et profane, grâce à l'équilibre nouveau et extraordinaire entre le rendu naturaliste et la transfiguration poétique.

### Décès
De retour dans son pays natal, Corrège y meurt subitement le 5 mars 1534. Le lendemain, il est enterré à San Francesco in Correggio près de son chef-d'œuvre de jeunesse, la Vierge à l'Enfant avec saint François, aujourd'hui à Dresde. Il a eu pour élèves Antonio Bernieri et Parmigianino qui ne lui survécut que six ans (1503-1540).
Son fils Pomponio Allegri (v. 1521 - ap. 1593) a été peintre mais ne reçut de son père que quelques enseignements.

## «Anch'io, sono pittore!»
On attribue au Corrège la phrase suivante : « Anch'io, sono pittore ! » (Moi aussi, je suis peintre !). Il l'aurait prononcée en contemplant un tableau de Raphaël : soit La Madone Sixtine selon certains, soit L'Extase de sainte Cécile selon d'autres. Mais apparemment la phrase est apocryphe, car il est douteux que le Corrège ait connu l'un de ces deux tableaux. Cependant, cette citation a fait fortune au sens figuré pour exprimer l'enthousiasme avec lequel on peut partager le métier, les sentiments ou les idées d'une personne célèbre. On retrouve notamment cette citation dans Linguetiana de Charles-Yves Cousin d'Avallon et dans celui de Thomas Mann, La Montagne magique.

## Postérité

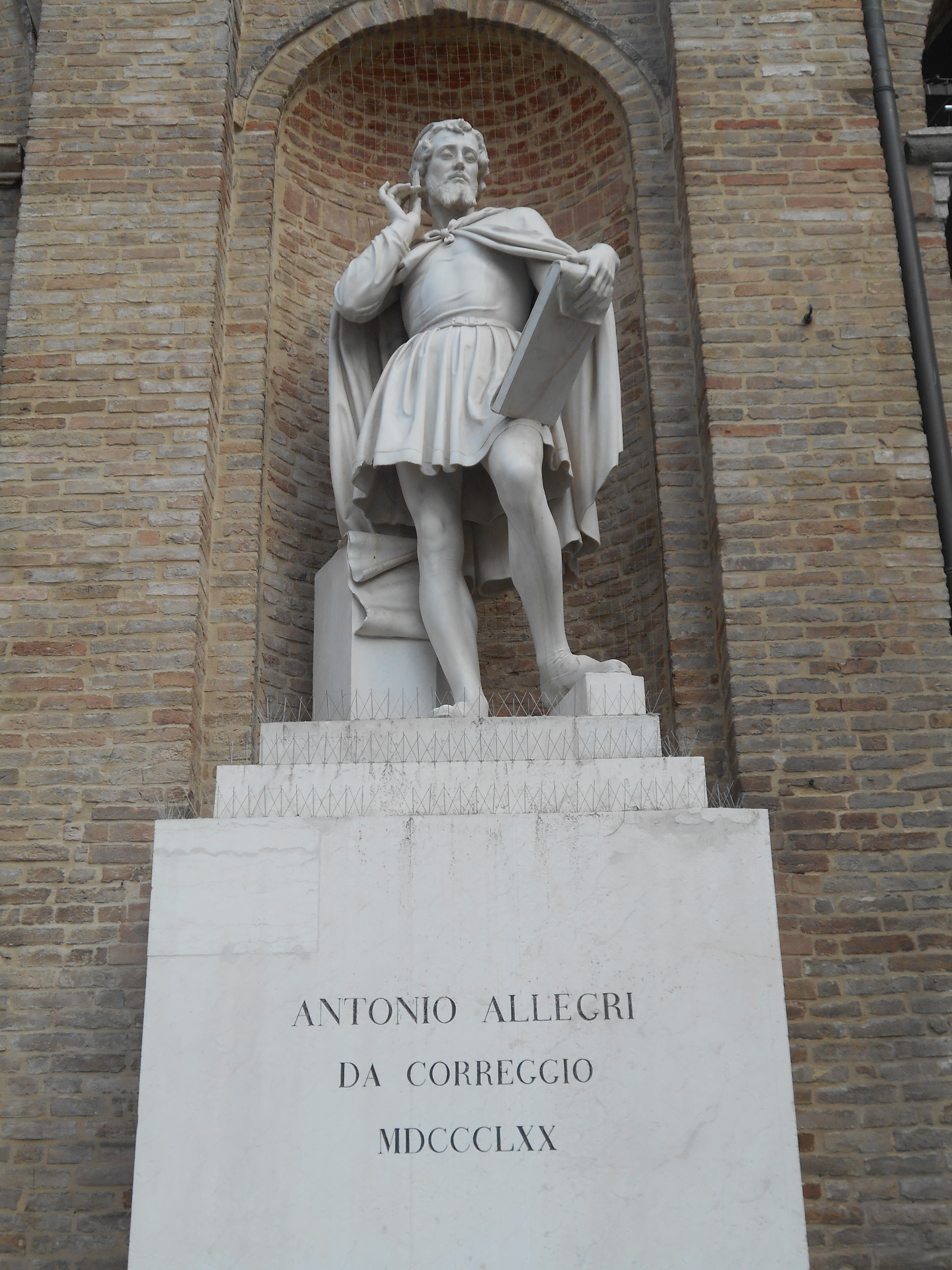
Monument au Corrège d'Agostino Ferrarini, à Parme, aux Portici del Grano sur la Piazza Garibaldi.

La ville où il est né perpétue son souvenir de diverses manières : à l'entrée latérale de l'église San Francesco, sous le portique de la Via Roma, une plaque en latin rappelle qu'il y fut enterré ; une rue du centre historique, qui de la rue principale mène à l'endroit où l'on pense qu'il a vécu, lui a été dédiée en 1871 (« via del Correggio ») ; et la fondation Correggio Art Home est située dans la maison du XVIIIe siècle construite à cet endroit.
En 1852, le Nouveau Théâtre Municipal portait également le nom d'Allegri, mais depuis août 1880 le bâtiment porte celui plus approprié du musicien de la ville Bonifazio Asioli. Le 17 octobre 1880, un imposant monument du sculpteur tessinois Vincenzo Vela a été inauguré sur la Piazza San Quirino : c'est une statue en pied, presque deux fois plus grande que nature, en marbre blanc de Carrare, qui représente le peintre debout, la palette dans la main gauche et le pinceau dans la droite, sur un socle en marbre rose de Baveno ; sur la base, en bas-relief, figure l'inscription « Al Correggio / La Patria ». Afin de faciliter le travail préparatoire, le sculpteur a reçu des images des places de la ville prises par le grand photographe Gildaldo Bassi.
L'école primaire publique du district d'expansion sud, porte également le nom d'Antonio Allegri.
Le Corrège est le protagoniste du drame homonyme d'Adam Gottlob Oehlenschläger (1809).

## Principales œuvres

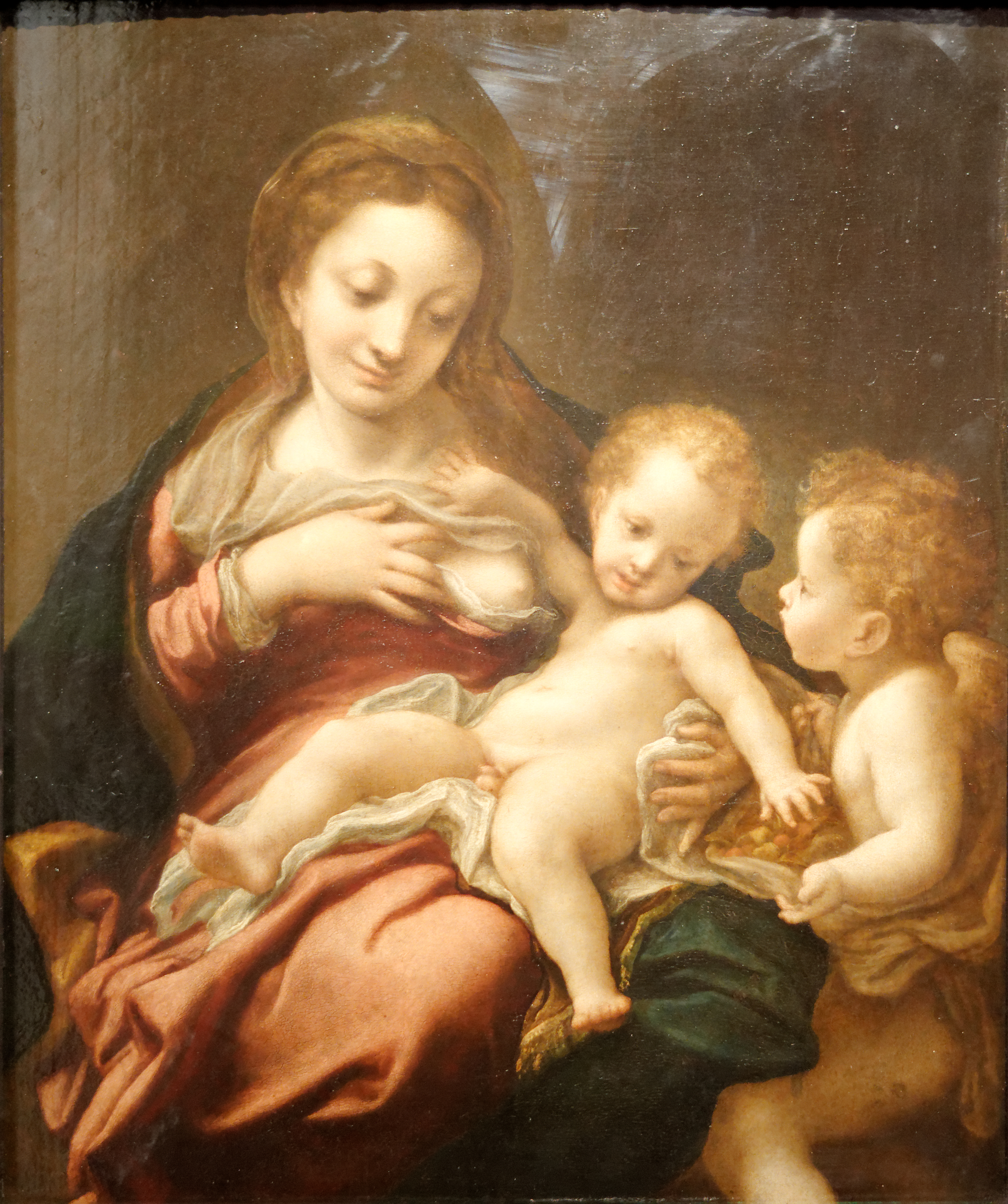
Madonna del Latte.

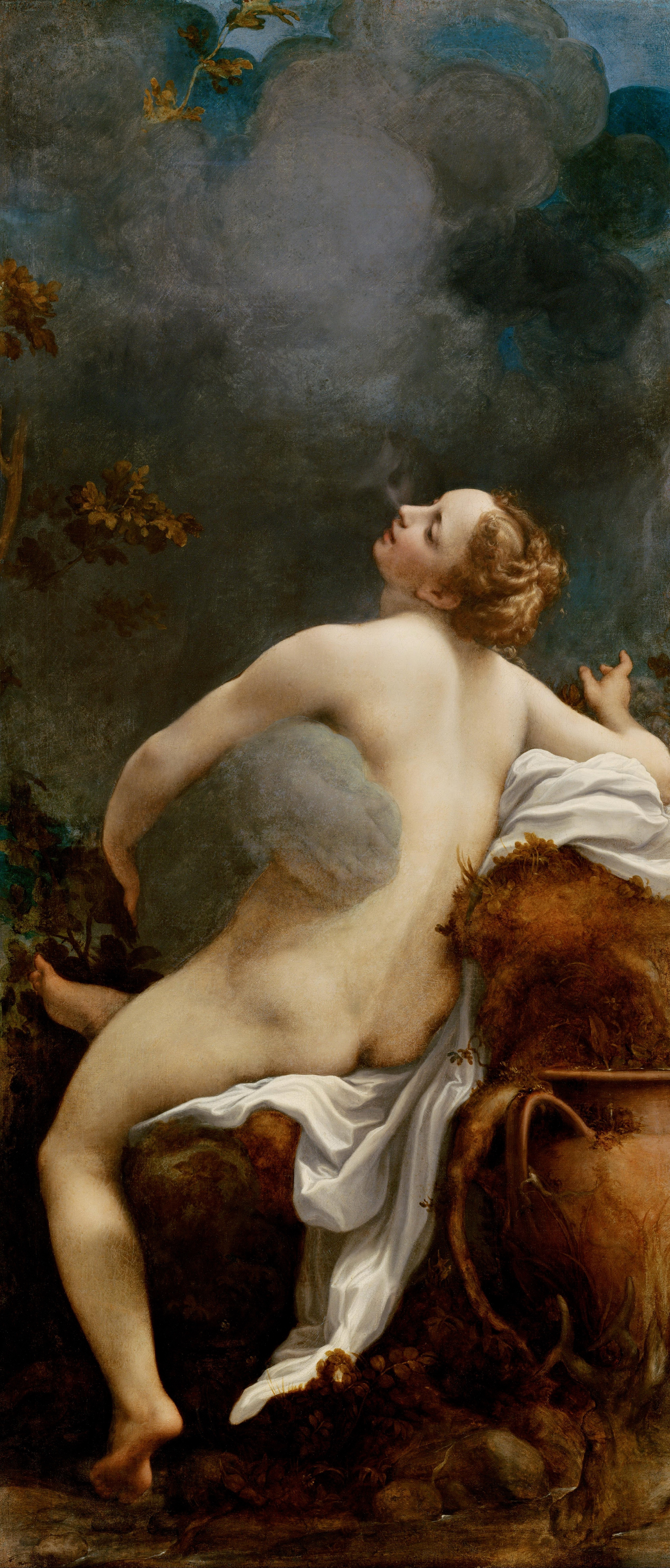
Jupiter et Io

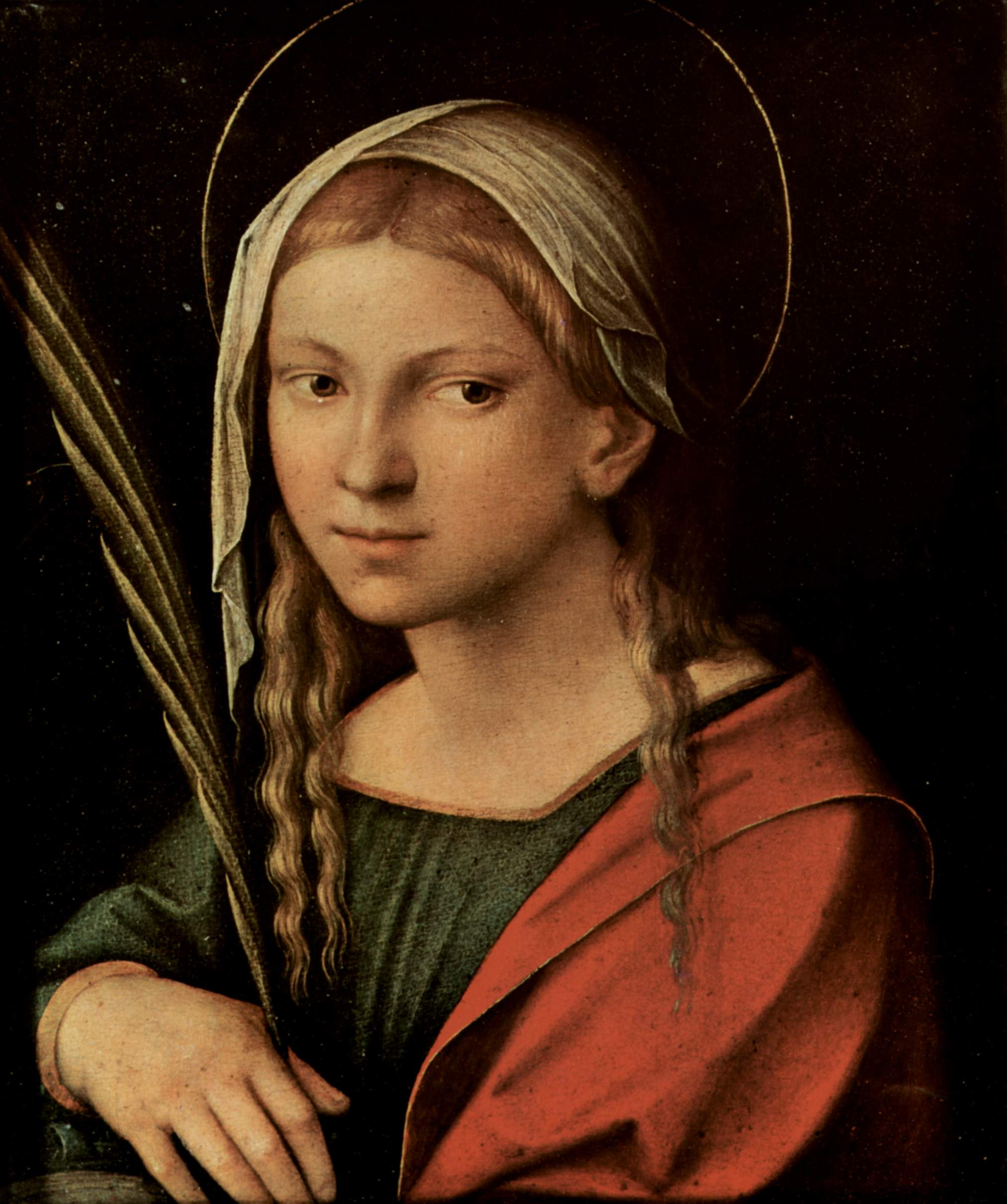
Sainte Catherine d'Alexandrie.

- Judith et sa servante avec la tête d'Holopherne (vers 1509-1510), huile sur bois, 27 x 20 cm, Musée des Beaux Arts de Strasbourg
- La Vierge à l'Enfant avec deux anges et des chérubins, (1510-1520), huile sur bois, 20 × 16,3 cm, Galerie des Offices, Florence
- Vierge à l'Enfant, Élisabeth et Jean-Baptiste (1510-1512), huile sur panneau, 60 × 43 cm, Philadelphia Museum of Art
- Sainte Famille avec Sainte Élisabeth (v. 1510), tempera sur panneau, 28 x 21,5 cm, Musées Civiques de Pavie[23]
- Mariage mystique de sainte Catherine (1510-1514), huile sur panneau, 136 × 123 cm, Institute of Arts, Détroit
- Mariage mystique de sainte Catherine (1510-1515), huile sur toile, National Gallery of Art, Washington
- Saint Antoine abbé (v. 1515) huile sur bois, 48 × 38 cm, Musée Capodimonte, Naples[24].
- Vierge à l'Enfant avec saint Jean (1512-1514), huile sur toile, château des Sforza, Civiche Raccolte d'Arte, Milan
- Vierge à l'Enfant (1512-1514), huile sur toile, 66 × 55 cm, Kunsthistorisches Museum, Vienne
- L'Adieu du Christ à sa mère (1514), huile sur toile, 86,7 × 76,5 cm, National Gallery, Londres
- Vierge à l'Enfant avec saint François (1514), huile sur panneau, 299 × 245 cm, Gemäldegalerie, Dresde
- Les Saints Pierre, Marthe, Marie Madeleine et Léonard (1514-1516), huile sur toile, 221,6 × 161 cm, Metropolitan Museum of Art, New York
- La Sainte Famille avec saint Jean (1515), huile sur toile, 26 × 20 cm, musée d'art du comté de Los Angeles
- Salvator Mundi (1515), huile sur panneau, 42,6 × 33 cm, National Gallery of Art, Washington
- Portrait d'une jeune femme (1515), huile sur panneau, 42 × 33 cm, Lowe Art Museum, Miami
- Vierge à l'Enfant, dit La Zingarella, (1515-1516), huile sur panneau, musée Capodimonte de Naples
- Vierge à l'Enfant avec Jean-Baptiste (1516), huile sur toile, 48 × 37 cm, musée du Prado, Madrid
- Adoration des mages (1516-1518), huile sur toile, 84 × 108 cm, Pinacothèque de Brera, Milan
- Nativité avec sainte Élisabeth et saint Jean (1512), huile sur toile, 77 × 99 cm, Pinacothèque de Brera, Milan
- Repos pendant la Fuite en Égypte avec saint François (1516-1517), huile sur toile, 123,5 × 106,5 cm, Galerie des Offices, Florence. Exécuté pour la chapelle Munari de l'église San Francesco à Corregio
- Madone Campori (vers 1517-1518), huile sur panneau, 58 × 45 cm, Galleria Estense, Modène
- Noces mystiques de sainte Catherine (1517-1518), huile sur panneau, 28,5 × 23,5 cm, Musée Capodimonte, Naples
- Portrait d'une Dame (1517-1519), huile sur toile, 103 × 87,5 cm, musée de l'Ermitage, Saint-Pétersbourg
- La Vierge adorant l'Enfant (v. 1520), huile sur bois, 81 × 77 cm, Galerie des Offices, Florence
- La Sainte Famille avec saint Jérôme (1519), huile sur panneau, 68,8 × 56,6 cm, Royal Collection, Windsor
- La Sainte Famille avec le petit saint Jean, (1519), huile sur bois, 64 × 51 cm, musée des Beaux-Arts d'Orléans[25]
- La Chambre de saint Paul (1519-1520), fresques, Parme
- Le Mariage mystique de sainte Catherine d'Alexandrie en présence de saint Sébastien (1520), huile sur panneau, 105 × 102 cm, musée du Louvre, Paris
- Lucrèce (1520-1530), huile sur toile, 166 × 94 cm, Kunsthistorisches Museum, Vienne
- Vision de saint Jean à Patmos (1520-1521), fresque, Église San Giovanni Evangelista, Parme
- Tête d'ange (1522), fragment, fresque, 35,6 × 35,6 cm, National Gallery, Londres
- Tête d'un ange (1522), fragment, fresque, 36 × 33 cm, National Gallery, Londres
- Têtes de deux anges (1522), fragment, fresque, 44,5 × 61 cm, National Gallery, Londres
- Vierge à l'Enfant à l'échelle (1523), fresque, 196 × 141,8 cm, Galleria Nazionale, Parme
- Madone au panier (1524), huile sur panneau, 33 × 25 cm, National Gallery, Londres
- Martyre de quatre saints (1524-1525), huile sur toile, 160 × 185 cm, Galleria Nazionale, Parme
- Noli me tangere (1525), huile sur toile, 130 × 103 cm, Museo del Prado, Madrid
- Déposition de Croix (1525), huile sur toile, 158,5 × 184,3 cm, Galleria Nazionale, Parme
- Portrait d'un étudiant (1525), huile sur toile, 55 × 40 cm, musée Thyssen-Bornemisza, Madrid
- Vierge à la coupe (1525-1530), huile sur toile, 216,7 × 137,3 cm, Galleria Nazionale, Parme
- Pilate montre Jésus au peuple (Ecce Homo), (1525-1530) huile sur toile, 99 × 80 cm, National Gallery, Londres
- Assomption de la Vierge (1526-1530), fresque, 1 093 × 1 195 cm, Duomo, Parme
- Vierge à l'Enfant de saint Jérôme (1527-1528), huile sur panneau, 235 × 141 cm, Galleria Nazionale, Parme
- Vénus, Mercure et Cupidon ou L'Éducation à l'amour (1528), huile sur toile, 155 × 91,5 cm, National Gallery, Londres
- Vénus, Satyre et Cupidon (1528), huile sur toile, 188 × 125,5 cm, musée du Louvre, Paris
- Adoration des bergers (1528-1530), huile sur toile, 256,5 × 188 cm, Gemäldegalerie, Dresde
- Saint Joseph et un donateur (1529), tempera sur toile, deux panneaux de 170 × 65 cm, Musée Capodimonte, Naples
- Tête du Christ (1525-1530), huile sur panneau, J. Paul Getty Museum, Los Angeles
- Vierge à l'Enfant avec des saints (1530-1532), huile sur toile, 285 × 190 cm, Gemäldegalerie, Dresde
- La Lecture de sainte Catherine (1530-1532), huile sur toile, 64,5 × 52,2 cm, Royal Collection, Windsor
- Danaé (1531), tempera sur panneau, 161 × 193 cm, Galerie Borghese, Rome
- L'Enlèvement de Ganymède (1531-1532), huile sur toile, 163,5 × 70,5 cm, Kunsthistorisches Museum, Vienne
- Jupiter et Io (1531-1532), huile sur toile, 163,5 × 70,5 cm, Kunsthistorisches Museum, Vienne
- Léda et le Cygne (1531-1532), huile sur toile, 152 × 191 cm, Gemäldegalerie (Berlin)
- Allégorie du Vice et Allégorie de la Vertu (1532-1534), huiles sur toile, 149 × 88 cm, musée du Louvre, Paris. proviennent du studiolo d'Isabelle d'Este
- Tête d'angelot, huile sur toile, 31 x 24 cm, musée des Beaux-Arts d'Orléans (disparu durant la Seconde Guerre Mondiale)[26].
- La Nativité, huile sur bois, 26 x 22 cm, musée des Beaux-Arts d'Orléans (disparu durant la Seconde Guerre Mondiale)[27].
- La Vierge à la corbeille, huile sur bois, 37 x 31 cm, musée des Beaux-Arts d'Orléans (disparu durant la Seconde Guerre Mondiale)[28].

## Influences
Le peintre Baciccio, étudie ses œuvres lors d'un voyage à Parme en 1669. Il en assimilera avantageusement le style, notamment la palette de couleurs.
- Bartolomeo Schedoni
- le Pordenone
- Annibale Carracci
- Giovanni Lanfranco
- Pierre-Paul Prud'hon
- Pierre Paul Rubens

ont suivi les traces du Corrège en s'inspirant de ses œuvres.